# Rychlostní silnice S3 (Rakousko)
Rychlostní komunikace S3 (Schnellstraße S3, Weinviertler Schnellstraße) vede od rakouské dálnice A22 ve Stockerau, okolo města Hollabrunn a končí u Guntersdorfu. Úsek v celé délce je zpoplatněn, ale nemá parametry dálnice. Maximální rychlost v celé délce je 100 km/h.
S3 je označena jako silnice pro motorová vozidla. V budoucnu má být prodloužena až k českým hranicím, kde naváže na silnici I/38 vedoucí přes Znojmo a Jihlavu až do České Lípy. V současné době končí na zemské silnici B303 severně od městyse Guntersdorf.

## Objekty na trase
- Km 1 knoten Stockerau
- Km 1 Stockerau-nord
- Km 5 Sierndorf
- Km 9 Obermallebarn
- Km 14 Golersdorf
- Km 15 Grosstenzeldorf
- Km 20 Hollabrunn-sud
- Km 22 Hollabrunn-mitte
- Km 25 Holabrunn-nord
- Km 28 odpočívka Wullersdorf
- Km 31 Wullersdorf
- Km 35 Guntersdorf, prozatímní konec silnice